# Уоллис (Айдахо)
Уоллис (англ. Wallace) — окружной центр округа Шошоне, штат Айдахо, США. Согласно переписи 2010 года население составило 784 человека, что на 176 человек меньше, чем в 2000 году.

## Демография

### Перепись 2010 года
По данным переписи 2010 года, в городе проживало 784 человека в 364 домохозяйствах в составе 190 семей. Плотность населения составила 360,3 чел./км². Было 535 жилищ, средняя плотность которых составила 245,9/км². Расовый состав города: 95,9 % белых, 0,1 % афроамериканцев, 1,0 % индейцев, 0,3 % азиатов, 0,4 % представителей других рас, а также 2,3 % людей, причисляющих себя к двум или больше расам. Испанцы и латиноамериканцы независимо от расы составляли 2,3 % населения.
Из 364 домохозяйств 20,1 % имели детей в возрасте до 18 лет, которые жили с родителями; 39,3 % были в браке и жили вместе, 8,8 % имели хозяйку без мужа; 4,1 % имели хозяина без жены и 47,8 % не составляли семью. 42,3 % домохозяйств состояли из одного человека, в том числе 16,2 % в возрасте 65 и более лет. В среднему на домохозяйство приходилось 1,99 жителя, а средний размер семьи составил 2,66 человека.
Средний возраст жителей места составил 47,5 лет. Из них 16,1 % были в возрасте до 18 лет; 8,7 % — от 18 до 24; 21,4 % от 25 до 44; 34,1 % от 45 до 64 и 19,5 % — 65 лет или старше. Половой состав населения: 52,9 % — мужчины и 47,1 % — женщины.

### Перепись 2000 года
По данным переписи 2000 года, в городе проживало 960 человек в 427 домохозяйствах в составе 237 семей. Плотность населения составила 426,0 чел./км². Было 587 жилищ, средняя плотность которых составила 260,5/км². Расовый состав города: 94,90 % белых, 2,50 % индейцев, 0,10 % азиатов, 0,62 % других рас и 1,88 % людей, причисляющих себя к двум или более расам. Испанцы и латиноамериканцы независимо от расы составляли 2,19 % населения.
Из 427 домохозяйств 25,5 % имели детей в возрасте до 18 лет, которые жили с родителями; 41,0 % были в браке и жили вместе; 8,4 % имели хозяйку без мужа и 44,3 % не были семьями. 39,3 % домохозяйств состояли из одного человека, в том числе 15,7 % в возрасте 65 и более лет. В среднем на домохозяйство приходилось 2,14 жителя, а средний размер семьи составлял 2,85 человека.
Возрастной состав населения: 22,9 % в возрасте до 18 лет, 6,8 % от 18 до 24, 28,4 % от 25 до 44, 25,8 ;% от 45 до 64 и 16,0 % от 65 лет и старше. Средний возраст жителей — 41 год. Половой состав населения: 49,8 % — мужчины и 50,2 % — женщины.
Средний доход домохозяйств в городе составлял $22 065, на семью — $33 472. Средний доход мужчин составил $25 288 против $16 429 у женщин. Доход на душу населения в городе был $14 699. Приблизительно 12,8 % семей и 20,1 % населения были за чертой бедности, включая 20,4 % в возрасте до 18 лет и 10,5 % от 65 и старше.

## Известные личности
- Лана Тёрнер (1921—1995), киноактриса, родилась и провела раннее детство в Уоллисе[11][12]